# Lomaria columbiensis
Lomaria columbiensis là một loài dương xỉ trong họ Blechnaceae. Loài này được Vareschi mô tả khoa học đầu tiên năm 1969.
Danh pháp khoa học của loài này chưa được làm sáng tỏ. 